# Rho de la Corona Boreal b
Rho de la Corona Boreal b (ρ Coronae Borealis b) és un planeta extrasolar al voltant de 57 anys llum de distància a la constel·lació de la Corona Boreal. El planeta va ser descobert orbitant l'anàleg solar, la nana groga Rho Coronae Borealis l'abril de 1997 (un dels primers descoberts). La distància del planeta a l'estel és només una cinquena part de la distància de la Terra del Sol. L'òrbita és circular i té 40 dies per completar una revolució al voltant de l'estel. El planeta té una massa semblant a la de Júpiter. No obstant això, la inclinació del pla orbital no se sap per què el valor és només un mínim.
En el 2000 un grup de científics afirma, amb base en dades astromètriques preliminars del satèl·lit Hipparcos, que la inclinació del planeta seria de 0,5° i la seva massa fins a 115 vegades la de Júpiter. Aquest cos massiu no seria res més que una nana roja. Tot i això, estadísticament és molt poc probable i aquesta afirmació no ha estat aprovada per la comunitat científica.

## Altres referències
- Noyes et al. «A Planet Orbiting the Star ρ Coronae Borealis». The Astrophysical Journal Letters, 483, 1997, pàg. L111–L114. DOI: 10.1086/310754.
- Butler et al. «Còpia arxivada». The Astrophysical Journal, 646, 2006, pàg. 505–522. Arxivat de l'original el 2019-12-07. DOI: 10.1086/504701 [Consulta: 15 desembre 2020]. Arxivat 2019-12-07 a Wayback Machine.